# Woodland Beach (Míchigan)
Woodland Beach es un lugar designado por el censo ubicado en el condado de Monroe en el estado estadounidense de Míchigan. En el Censo de 2010 tenía una población de 2049 habitantes y una densidad poblacional de 1.506,9 personas por km².

## Geografía
Woodland Beach se encuentra ubicado en las coordenadas 41°56′30″N 83°18′51″O / 41.94167, -83.31417. Según la Oficina del Censo de los Estados Unidos, Woodland Beach tiene una superficie total de 1.36 km², de la cual 1.35 km² corresponden a tierra firme y (0.95%) 0.01 km² es agua.

## Demografía
Según el censo de 2010, había 2049 personas residiendo en Woodland Beach. La densidad de población era de 1.506,9 hab./km². De los 2049 habitantes, Woodland Beach estaba compuesto por el 96.44% blancos, el 0.44% eran afroamericanos, el 0.24% eran amerindios, el 0.05% eran asiáticos, el 0% eran isleños del Pacífico, el 0.44% eran de otras razas y el 2.39% pertenecían a dos o más razas. Del total de la población el 2.54% eran hispanos o latinos de cualquier raza.